# Micronycteris megalotis
Micronycteris megalotis — вид родини листконосові (Phyllostomidae), ссавець ряду лиликоподібні (Vespertilioniformes, seu Chiroptera).

## Середовище проживання
Країни поширення: Болівія, Бразилія, Колумбія, Еквадор, Французька Гвіана, Гаяна, Парагвай, Перу, Суринам, Тринідад і Тобаго, Венесуела. Проживає як у вічнозелених лісах так і в сухих лісах. 

## Звички
Полює близько струмків. лаштує сідала в дуплах дерев, колодах, печерах, або будинках групами до дванадцяти особин. Споживає комах і плоди.

## Загрози та охорона
Вирубка лісів є проблемою, хоча це не вважається серйозною загрозою. Цей вид зустрічається в ряді природоохоронних територій по всьому ареалу.